# Myriochele eurystoma
Myriochele eurystoma är en ringmaskart som beskrevs av Maurice Caullery 1944. Myriochele eurystoma ingår i släktet Myriochele och familjen Oweniidae. Inga underarter finns listade i Catalogue of Life.